# Ryan Klein
Ryan Klein (* 15. Juni 1997 in Kapstadt, Südafrika) ist ein niederländischer Cricketspieler, der seit 2022 für die niederländische Nationalmannschaft spielt.

## Kindheit und Ausbildung
Klein wuchs in Südafrika auf und besuchte die Rondebosch Boys High School.

## Aktive Karriere
Klein gab sein First-Class-Debüt für die Western Province in der Saison 2019/20. In der Folge ging er in die Niederlande und gab dort sein ODI-Debüt im Januar 2022 gegen Afghanistan. Sein Twenty20-Debüt folgte dann im August 2022 gegen Neuseeland. Nachdem er Teil des Teams war, das mit den Niederlanden die Qualifikation für die kommende Weltmeisterschaft sicherte, wurde er für den Cricket World Cup 2023 nominiert.